# وحيد في الظلام (فلم 1982)
فيلم وحيد في الظلام (بالإنجليزية: Alone in the Dark) هو فيلم مشهور أمريكي عام 1982 شارك في كتابته وأخرجه جاك شولدر في بدايته الإخراجية، وبطولة جاك بالانس ومارتن لانداو ودونالد بليسينس ودوايت شولتز وإيرلاند فان ليدث. تحكي المؤامرة عن عائلة طبيب نفسي محاصر من قبل أربعة مرضى عقليين هاربين أثناء انقطاع التيار الكهربائي. بعد المثيرة والبوليستر، كان من أوائل الأفلام التي أنتجتها سينما الخط الجديد.

## القصة
تم تعيين الطبيب النفسي دان بوتر ضمن طاقم مستشفى الدكتور ليو باين التجريبي للأمراض النفسية، والمعروف باسم هافن، في نيوجيرسي. شغل سلفه الدكتور ميرتون منصبًا جديدًا في فيلادلفيا. انتقل دان وزوجته نيل وابنتهما ليلى إلى منزل ريفي في المنطقة. في هافن، يستخدم دكتور باين أساليب أمنية متساهلة، باستثناء مرضى الطابق الثالث، الذين يحتفظ بهم بباب أمان كهربائي. ومن بينهم الأسير السابق فرانك هوكس، الإنجيلي بايرون «الواعظ» ساتكليف، المتحرش بالأطفال البدينون رونالد إلستر، وقاتل متسلسل خجول جون «ذا بليدر» سكاج، الذي يرفض إظهار وجهه. غاضبًا من رحيل الدكتور ميرتون، يلوم مرضى الطابق الثالث دان بشكل غير عقلاني، معتقدين أنه قتل ميرتون وحل محله. يخطط الرجال الأربعة لقتل دان، واسترداد عنوانه من مكتب الدكتور بين.
وصلت شقيقة دان الصغرى، توني، التي عانت مؤخرًا من انهيار عصبي، للزيارة. يذهب دان ونيل وتوني إلى نادٍ لموسيقى الروك المحلية، بينما تبقى ليلى مع جليسة الأطفال بانكي. يحدث انقطاع التيار الكهربائي الإقليمي. فشل النظام الأمني في هافن، وهرب الرجال الأربعة في الطابق الثالث، وقتلوا حارس الأمن راي في العملية، قبل أن يقتل طبيبًا آخر ويسرق سيارته. توقفوا عند مركز تجاري محلي يتعرض للنهب أثناء انقطاع التيار الكهربائي ويسلحون أنفسهم بأسلحة من متجر للسلع الرياضية. يتركون سكاغ وراءهم بعد أن قتل أحد المارة الأبرياء.
في صباح اليوم التالي، وصل واعظإلى منزل بوتر، متظاهرًا بأنه يسلم برقية، لكن دان ليس بالمنزل. بينما كانت ليلى في المدرسة، ترافق نيل توني في احتجاج حول الطاقة النووية، حيث يتم اعتقال النساء. تصل ليلى إلى المنزل من المدرسة وتجد رونالد في المنزل، مدعيًا أنه جليسة أطفال. بعد أن اتصل نيل بدان من السجن لشرح ما حدث، اتصل دان بـ بونكي، الذي ذهب للاطمئنان على ليلى. وجدت ليلى نائمة في غرفتها وتدعو صديقها بيلي هناك لممارسة الجنس. يقتل الواعظ بيلي بسحبه تحت السرير وطعنه، بينما يخنق رونالد بانكي. استيقظت ليلى لاحقًا دون أن تصاب بأذى، لكن رونالد اختفى. يصل دان إلى المنزل مع نيل وتوني وتوم، وهو زميل محتج التقى نيل وتوني في السجن، والذي ينجذب إليه توني. وجدوا الشرطة في المنزل، والمحقق بارنيت يجري مقابلة مع ليلى حول المفقودين بونكي وبيلي. تشرح ليلى أن رجلاً اسمه رونالد يرعى لها؛ يتعرف عليه دان كأحد مرضى هافن.
يدعو دان ونيل المحقق بارنيت لتناول العشاء. أثناء التحقيق في ضوضاء بالخارج، قُتل بارنيت بقوس ونشاب على يد فرانك، وهو الأمر الذي شهدته العائلة بأكملها. بعد العثور على خطوط الهاتف مقطوعة، تحصن الأسرة في المنزل. في هذه الأثناء، يصل الدكتور باين بعد محاولته الفاشلة للوصول إلى دان عبر الهاتف، ولكن تم اختراقه حتى الموت من قبل الواعظ بفأس. يحاول دان أن يجادل الرجال ويؤكد لهم أنه لم يقتل الدكتور ميرتون. يلقي رونالد جثة بارنيت من خلال النافذة، ويتمكن الواعظ من التسلل إلى الطابق السفلي، حيث يشعل النار. دان يضرب الواعظ بعلبة مطفأة قبل إطفاء الحريق، ويغلق باب القبو خلفه.
يدخل رونالد المطبخ ويحاول قتل العائلة، لكنهم يعملون معًا لنزع سلاحه، قبل أن يقتله توم بالساطور. يهرب دان إلى الخارج لاستعادة سيارة ليو. أثناء قيامه بذلك، يبدأ أنف توم بالنزيف بغزارة، ويكشف عن هويته باسم سكاغ، المريض الرابع. يحاول سكاغ قتل توني، لكن نيل يطعنه حتى الموت. عند سماع الصراخ، يهرب دان عائداً إلى المنزل. بعد لحظات، اقتحم الواعظ من القبو، لكن دان طعنه حتى الموت. ظهر فرانك بقوسه ونشابه، مُعلنًا، «لسنا نحن المجانين فقط من يقتل». يتوسل دان إلى فرانك لتجنيب عائلته. فجأة، عادت الكهرباء، وشهد فرانك مقابلة الدكتور ميرتون في محطة إخبارية محلية حول المرضى المفقودين. في حالة هستيرية، حطم فرانك التلفاز وهرب في الليل.
بعد وقت قصير، وصل فرانك إلى نادي الروك المحلي. امرأة في حالة سكر تقترب منه في الداخل. أخرج مسدسًا مشيرًا إياه إلى رقبتها. على افتراض أنه يلعب مزحة، تضحك المرأة وكذلك فرانك.

## طاقم الممثلين
- جاك بالانس بدور فرانك هوكس
- دونالد بليسنس بدور الدكتور ليو باين
- مارتن لانداو في دور بايرون «الواعظ» ساتكليف
- دوايت شولتز في دور دكتور دان بوتر
- إرلاند فان ليدث في دور رونالد «فاتي» إلستر
- ديبورا هيدوال بدور نيل بوتر
- لي تايلور آلان في دور توني بوتر
- فيليب كلارك في دور توم سميث / جون «بليدر» سكاجز
- إليزابيث وارد بدور ليلى بوتر
- كارول ليفي بدور بنكي
- كيث ريدين في دور بيلي
- جوردون واتكينز في دور المحقق بورنيت
- برنت جينينغز في دور راي كيرتس
- فريدريك كوفين في دور جيم جابل
- آني كورزين بدور ماريسا هول
- لين شاي موظف استقبال في هافن

## إنتاج
كان فيلم وحيد في الظلام هو أول فيلم أنتجته سينما الخط الجديد، والتي كانت في السابق شركة توزيع أفلام حصرية. وفقًا للمخرج جاك شولدر، فقد استمع لمؤسس الخط الجديد روبرت شاي يفكر في فكرة الدخول في إنتاج أفلام رعب منخفضة الميزانية، وطرح فكرة «مجموعة من الرجال المجانين إجراميًا يفرون من مستشفى للأمراض العقلية أثناء انقطاع التيار الكهربائي. في مدينة نيويورك وخلق حالة من الفوضى ثم تم القبض عليه من قبل المافيا»، مستشهداً بحادث تعتيم في مدينة نيويورك كان قد عانى منه قبل عدة سنوات كمصدر إلهام. تم اعتبار النص مكلفًا للغاية بحيث لا يمكن إنتاجه، لذلك تمت إعادة كتابته على أنه فيلم إثارة عن غزو المنزل (بدون زاوية «المافيا»). بينما قامت شركة الخط الجديد بجمع الأموال من أجل الفيلم، عمل شولدر كمحرر في فيلم المشرح الحرق لعام 1981، والذي ينسب إليه الفضل في مساعدته في التعرف على «بناء الرعب وكيفية إثارة التشويق والتوتر».
قال كتف أن شخصية الدكتور ليو باين تستند إلى الطبيب النفسي الإسكتلندي آر دي لينج، الذي تبنى فلسفة مماثلة فيما يتعلق بعلاج المرضى النفسيين.

## الانطلاق
تم عرض فيلم وحيد في الظلام لأول مرة في الولايات المتحدة في 19 نوفمبر 1982. تم عرضه لاحقًا في مهرجان سيتجيس السينمائي السادس عشر في أكتوبر 1983، حيث حصلت إليزابيث وارد على جائزة أفضل ممثلة عن عملها في الفيلم.

## استقبال
على موقع مجمع المراجعة على الويب طماطم فاسدة، حصلت وحيد في الظلام على تصنيف موافقة بنسبة 69 ٪ بناءً على 13 مراجعة نقدية، بمتوسط تقييم 6.3 / 10.
بريت جالمان من فيلم، الرعب أعطى الفيلم مراجعة إيجابية، وأثنى على الفيلم لجوه المتوتر وروح الدعابة السوداء وأداء إرضاء. قدم فيليكس فاسكيز من سينما مجنون مدحًا مماثلاً، وأثنى على أسلوبه الفريد، والبناء التدريجي للتوتر، والعروض، والنهاية الملتوية. اختتم فاسكيز مراجعته بالكتابة، «نجح شولدر في بناء الشعور بالعزلة والرهبة في الذروة، وبالتأكيد، فإن الحبكة مع شخصياتنا قد تم إرسالها تمامًا قبل دقائق، لكنها لا تزال كشفًا رائعًا على الرغم من ذلك.» صنف دينيس شوارتز من «تقييمات الأفلام العالمية» لأوزوس الفيلم على أنه الدرجة «ب»، حيث كتب: «على الرغم من أن الحبكة مضحكة ورسالتها مجنونة، إلا أن فيلم الإثارة والمجانين والمرعبين مخيفين.» حصل دليل التلفزيون على الفيلم سلبي 2/5 نجوم، واصفا إياه بأنه «قطع أعلى من متوسط دخول المجانين على فضفاضة».

## وسائل الإعلام الرئيسية
تم إصدار وحيد في الظلام على DVD بواسطة الترفيه عن الصورة في 13 سبتمبر 2005. ستعيد الصورة لاحقًا إصدار الفيلم في 5 يونيو 2007 ؛ كجزء من حزمة أفلام مكونة من قرصين وأربعة أفلام. تم إصداره لأول مرة على بلو راي بواسطة الصيحة المصنع في 14 سبتمبر 2021.

## روابط خارجية
- مقالات تستعمل روابط فنية بلا صلة مع ويكي بيانات

1. ↑  بورنهام، جيف (2015). "مقابلة مع جاك شولدر مدير الكابوس في شارع الدردار 2". مؤرشف من الأصل في 2021-10-27.
2. ↑  ماثيو؛ إدواردز (2017). رؤى ملتوية: مقابلات مع صانعي أفلام رعب عبادة. مكفارلاند.
3. ↑  "كتالوج - وحده في الظلام". كتالوج AFI للأفلام الروائية. مؤرشف من الأصل في 2019. {{استشهاد ويب}}: تحقق من التاريخ في: |تاريخ أرشيف= (مساعدة)